# Ле Мезюрье, Джеймс
Джеймс Густаф Эдвард Ле Мезюрье (англ. James Gustaf Edward Le Mesurier; 25 мая 1971, Сингапур — 11 ноября 2019, Стамбул) — британский военный и общественный деятель, главный исполнительный директор некоммерческой организации «Mayday Rescue Foundation», основатель и спонсор организации «Сирийская гражданская оборона», известной как «Белые каски». 11 ноября 2019 года погиб при загадочных обстоятельствах ().

## Биография

### Ранние годы
Родился 25 мая 1971 года на авиабазе Чанги в Сингапуре. Из военной семьи. Отец — Бенджамин Хэвилленд Черчилль Ле Мезюрье (род. 1933), второй лейтенант Королевской морской пехоты (1955), лейтенант (1957), капитан (1965), майор (1972), подполковник (1972), вышел в отставку (1984). Мать — Фрокен Эва-Лотта Кристина, урождённая Берглунд, родом из Швеции.
Вырос в Великобритании. После окончания подготовительной школы Норто в Уилтшире и Кэнфордской школы в Дорсете поступил в Ольстерский университет в Северной Ирландии и присоединился к Белфастскому офицерскому учебному корпусу. В последний год учёбы перешёл в Уэльский университет в Аберистуите, где получил степень в области международной политики и стратегических исследований.

### Военная служба
9 сентября 1990 года как кадет возведён в звание второго лейтенанта (личный номер — 536239) и зачислен на службу в пехотный полк «Королевские зелёные куртки» Британской армии. Окончил Королевскую военную академию в Сандхерсте, где был награждён королевской медалью за успехи.
20 июня 1993 года получил постоянное звание второго лейтенанта с испытательным сроком. 11 августа того же года повышен до лейтенанта. 11 августа 1996 года возведён в звание капитана. Служил в миссиях Организации Объединённых Наций в Северной Ирландии, Боснии, Косово.1 июня 2000 года вышел в отставку с военной службы в звании капитана и зачислен в офицерский резерв.
Вскоре после отставки, вызванной критическим отношением к действиям западных стран по урегулированию конфликта в Косово, подал заявление о приёме в «MI6», но на этапе проверки получил отказ, в связи с чем испытал разочарование, с которым справлялся следующие несколько месяцев.

### Общественная деятельность
После отставки с военной службы был занят в области обеспечения безопасности, в частности, служил в Израиле, Палестине, Ираке, Иордании. С 2006 года в течение пяти лет работал в Объединённых Арабских Эмиратах в компании «Good Harbor» под руководством Ричарда Кларка, бывшего советника президента США Джорджа Буша по борьбе с терроризмом. Также принимал участие в устранении последствий цунами в Индонезии и Шри-Ланке. После истечения контракта в «Good Harbor» переехал в Сирию, где стал работать в компании «Analysis, Research, and Knowledge» (ARK) в области стабилизации и развития.
В 2013 году в разгар гражданской войны в Сирии при финансовой поддержке США, Великобритании и Японии нанял несколько турецких спасателей, специализирующихся на устранении последствий землетрясений, для обучения группы порядка 20 гражданских добровольцев из Алеппо, которые в дальнейшем стали известны как «Сирийская гражданская оборона», или «Белые каски». В 2014 году основал и возглавил в качестве главного исполнительного директора некоммерческую организацию «Mayday Rescue Foundation». За свою работу получал годовую выплату в размере 15 тысяч долларов США (около 14 тысяч фунтов стерлингов).
По некоторым данным, 8 ноября 2019 года Ле Мезюрье в личном письме уведомил страны-доноры о списании 50 тысяч долларов из бюджета «Белых касок» на свои личные нужды путём предъявления недостоверных квитанций, отметив, что это является «мошенничеством», хотя и сделанным не специально. Возложив на себя «полную и исключительную ответственность» за произошедшее, он оставил разрешение этой ситуации за странами-донорами, предложив прекратить внесение пожертвований или заменить руководителей организации. Касательно принятия последнего решения Ле Мезюрье отметил, что готов уйти в отставку, взяв на себя все непредвиденные расходы.
Деятельность как «Белых касок», так и самого Ле Мезюрье, неоднократно критиковалась сирийскими и российскими чиновниками. Так, за три дня до загадочной гибели Ле Мезюрье официальный представитель министерства иностранных дел России Мария Захарова обвинила его в шпионаже, в частности в работе на МИ-6, а также в связях с террористическими организациями, такими как Аль-Каида.

### Смерть
11 ноября 2019 года Джеймс Ле Мезюрье был найден мёртвым в Стамбуле, неподалёку от своего дома в Бейоглу, центральном районе столицы Турции. Ему было 48 лет. Тело Ле Мезюрье с травмой головы, многочисленными порезами, переломами рук и ног было обнаружено верующими по пути на молитву в мечеть Кылыча Али-паши примерно в 4:30 утра по местному времени. Служащие мечети вызвали полицию и медиков, от которых жена Ле Мезюрье и узнала о смерти мужа, увидев его лежащим на улице. Согласно её заявлению, Ле Мезюрье в последнее время испытывал стресс, ввиду чего принимал антидепрессанты и снотворное. По данным журналистских источников, гибель Ле Мезюрье была возможно вызвана падением с балкона, ввиду чего следствием рассматривается версия о самоубийстве. Ле Мезюрье жил с женой на третьем этаже своего дома и офиса, в который можно было войти только по отпечаткам пальцев, тогда как несколько камер видеонаблюдения на входе не зафиксировали посторонних. В то же время журналисты со ссылкой на свои источники сочли обстоятельства подозрительными; в частности, журналист BBC и друг Ле Мезюрье Марк Урбан отметил, что он никак не мог выпасть с балкона.
В офисе губернатора Стамбула заявили о начале всеобъемлющего расследования гибели Ле Мезюрье, а его тело было отправлено на вскрытие в морг Института судебной медицины. В организации «Mayday Rescue Foundation» подтвердили кончину Ле Мезюрье и предостерегли от «ненужных предположений касательно причины его смерти до завершения расследования». В министерстве иностранных дел России обвинили британские СМИ в «эмоциональных инфовбросах» в русле своих «обкатанных медиатехнологий» в связи с «увязыванием» гибели Ле Мезюрье и заявлениями Захаровой, «разоблачающими деятельность британского разведчика» и его вкладе в «беспринципные злодеяния „Белых касок“». В свою очередь, постоянный представитель Великобритании при ООН Карен Пирс сказала, что обвинения в адрес Ле Мезюрье, исходящие от российской стороны, «категорически неверны», отметив, что тот был «истинным филантропом» и «настоящим героем». То же самое она повторила и на заседании Совета Безопасности ООН, посвящённом гуманитарной ситуации в Сирии, тогда как президент Сирии Башар Асад назвал гибель Ле Мезюрье убийством и обвинил в этом ЦРУ; в дальнейшем МИД РФ снова раскритиковал «англосаксонские СМИ», публикующие «инсинуации» касательно причастности России к смерти Ле Мезюрье, заявив, что он был ликвидирован «кураторами белокасочников».
Тем временем, министр внутренних дел Турции Сулейман Сойлу отметил, что несмотря на то, что смерть Ле Мезюрье на первый взгляд может показаться самоубийством, будет проведено тщательное расследование его гибели. По сообщениям турецких СМИ, в итоге патологоанатомы пришли к выводу о том, что Ле Мезюрье погиб в результате падения с высоты, тогда как на его теле не было обнаружено ДНК посторонних лиц. 2 марта 2020 года прокуратура Турции прекратила расследование и закрыла дело о смерти Ле Мезюрье, постановив считать произошедшее самоубийством.

## Личная жизнь
Был женат на сотруднице ООН Ориль Мерл, а затем на специалисте по коммуникациям Саре Тош; оба брака закончились разводом. Двое детей от второго брака — дочери Сесиль (род. 2010) и Дарси (род. 2011). Третья жена — Эмма Хедвиг Кристина Винберг, бывшая сотрудница форин-офиса, директор «Mayday Rescue Foundation», поженились в 2018 году. Жил с семьёй в Стамбуле, куда переехал в 2015 году.

## Предки
- Дед — Эдвард Кирби Ле Мезюрье (1903—1980)[78][79], суб-лейтенант Королевского военно-морского флота (1925)[80], лейтенант (1925)[80], лейтенант-коммандер (1933)[81], член Королевского викторианского ордена (1936)[82], коммандер (1937)[83], упомянут в донесениях[англ.] «за мужество, решительность и преданность долгу при операциях в Средиземноморье» (1941)[84], капитан (1944)[85], капитан лёгкого крейсера «HMS Belfast» (1948—1950)[86], вышел в отставку (1953)[87], командор ордена Британской империи как секретарь Национальной стрелковой ассоциации[англ.] (1961)[88].
- Прадед — Чарльз Эдвард Ле Мезюрье (1869—1917)[89][90], флаг-капитан Королевского военно-морского военного колледжа[англ.] (1913—1914)[91], командир 4-й эскадры лёгких крейсеров[англ.] (1915—1917)[92], участник Ютландского сражения (1916)[93], член третьего класса ордена Бани (1916)[94], офицер ордена Почётного легиона (1916)[95], кавалер ордена Святого Владимира 3-й степени с мечами (1917)[96], скончался на службе в звании коммодора[97].
- Прапрадед — Эдвард Элджернон Ле Мезюрье (1839—1903), банкир, служил британским консулом[англ.] в Генуе (Италия)[98][99][100].
- Среди предков — Хэвилленд Ле Мезюрье[англ.], сын наследственного губернатора Олдерни[англ.] и генеральный комиссар времён наполеоновских войн, потомком которого также был известный актёр Джон Ле Мезюрье[101].

## Награды
- Орден Британской империи степени офицера (11 июня 2016 года) — «за заслуги перед Сирийской гражданской обороной и защиту мирных жителей Сирии»[102][103].